# Que Sera, Sera (Whatever Will Be, Will Be)
Que Sera, Sera (Whatever Will Be, Will Be) (em português O Que Será, Será) é uma música popular escrita pela equipe de escritores Jay Livingston e Ray Evans, lançada em 1956.
A canção foi apresentada no filme de 1956 The Man Who Knew Too Much, com Doris Day e James Stewart nos papéis principais. A música fez tanto sucesso no dia de sua gravação para a Columbia Records nos Estados Unidos que ficou na 2ª posição no Billboard magazine charts e no Reino Unido. De 1968 a 1973, foi a música tema da série de comédia A Doris Day Show, tornando - se sua canção assinada.
Chegou à revista Billboard em julho de 1956. No mesmo ano recebeu o Oscar de Melhor Canção Original com o título alternativo "Whatever Will Be, Will Be (Que Sera, Que Sera)". Foi o terceiro Oscar dessa categoria para Livington e Evans, que já haviam ganho em 1948 e 1950.
No filme de 1988, Heathers, a música é a entrada e o final do filme
No filme Girl, Interrupted (“Garota, Interrompida”, no Brasil), a música é tocada no momento em que Susanna entra no dormitório de Daisy.
Na série de televisão, "Eu, a Patroa e as Crianças" Jay Kyle canta esta música no casamento de seu filho, Júnior, com Vanessa. No Brasil, o episódio teve a canção traduzida e adaptada sem que a letra fosse alterada.
No filme "Mary e Max: Uma amizade diferente" lançado em 2009, a música está inserida no SoundTrack e creditada no fim do filme.
No filme "Meus vizinhos, os Yamadas" lançado em 1999, a música aparece em uma versão japonesa, cantada pelos personagens.
Na série "The Handmaid’s Tale" ("O conto da aia", no Brasil) a canção é tocada no final do episódio '8', da terceira temporada.
No filme "In the cut" (Em carne viva, no Brasil), a música é tocada na abertura, estando inserida na Trilha Sonora Oficial e creditada ao final do filme.
Na série "From" 2021 (Origem, no Brasil), a música é tocada na abertura da série e cantada pela banda Pixies.